# Савез хокеја на леду Швајцарске
Хокејашки савез Швајцарске ( ; фр. Ligue Suisse de Hockey sur Glace (LSHG); итал. Federazione Svizzera di hockey su ghiaccio) кровна је спортска организација задужена за хокеј на леду на подручју Швајцарске Конфедерације.
Савез је основан крајем септембра 1908, а пуноправни је члан и један од оснивача Светске хокејашке федерације (ИИХФ) од 23. новембра 1908. године. Савез је задужен за организацију професионалних и аматерских клупских такмичења у земљи, као и за сениорске и јуниорске националне селекције у обе конкуренције. Седиште Савеза налази се у Цириху.

## Историја хокеја у Швајцарској
Први хокејашки турнир у Швајцарској одржан је 1902. у франкофоном делу земље. Турнир је постао традиционалан и у септембру 1908. прерастао је у националну лигу (коју је тада чинило 8 клубова). Истовремено је Швајцарска постала четвртим пуноправним чланом ИИХФ-а, а Швајцарски хокејашки савез се сматра и једним од оснивача Светске хокејашке федерације. Национална првенства су имала отворени карактер уз повремено учешће иностраних клубова све до 1913. године. Све утакмице су се у то време играле на природном леду на отвореном. Први терен са вештачким ледом отворен је у Давосу 1928. и уз терен су постављене и трибине капацитета 3.000 места. У наредне две године отворена су још 4 терена са вештачким ледом.
Популарност овог спорта у земљи је нагло расла и већ 1939. регистрована су 43 клуба и 3.200 играча (а 1946. чак 122 клуба и преко 7.000 играча).

## Такмичења
Хокејашки савез Швајцарске учествује у организацији бројних професионалних и аматерских клупских такмичења у земљи. Најважније професионално такмичење је Национална А лига која представља највиши ранг такмичења у земљи (основана 1937). У лиги се такмичи углавном између 10 и 12 клубова, а клубови са највише титула су Давос (29 титула) и Берн (12 титула). Постоји и нижи професионални ранг такмичења Национална Б лига.
Поред националних првенстава, Савез је суорганизатор и традиционалног хокејашког такмичења за Шпенглеров куп који се непрекидно одржава још од 1923. у граду Давосу, у периоду између католичког Божића и Нове године. Суорганизатор тог такмичења је хокејашки клуб Давос.
Мушка сениорска репрезентација на међународној сцени дебитовала је 23. јануара 1909. на међународном турниру у Шамонију у Француској. Први сусрет одигран је са селекцијом Велике Британије (тај меч Швајцарци су изгубили са 0:3). Већ наредне године репрезентација је играла и на Европском првенству где је заузела 4. место. Највећи успеси су била два друга места на светским првенствима 1935. и 2013, те две бронзане медаље на Олимпијским играма 1928. и 1948.

## Савез у бројкама
Према подацима ИИХФ, године 2013. у Швајцарској је регистровано скоро 300 хокејашких клубова и преко 26.000 играча. Од тог броја њих скоро 12.000 су професионални хокејаши. Савез на располагању има и 40 лиценцираних судија.
У земљи постоји укупно 158 затворених терена са вештачким ледом, те још 29 отворених клизалишта. Највеће хокејашке дворане налазе се у Берну (капацитета 16.000 места), Цириху (12.000), Женеви (11.000) и Лозани (10.000).